# Kilamba Kiaxi
Kilamba Kiaxi és un dels sis districtes urbans que conformen el municipi de Luanda, a la província de Luanda, la capital d'Angola. Té 64,1 quilòmetres quadrats i prop de 233.754 habitants. Limita a l'oest amb Maianga, al nord amb els districtes de Rangel i Cazenga i el municipi de Viana, i al sud amb Samba. És constituït per les comunes de Kilamba Kiaxi, Neves Bendinha, Golf, Palanca. Al seu territori s'hi ha construït la nova comuna de Kilamba.
El nom del municipi vol dir, en kimbundu, Terra (Kiaxi) d'Agostinho Neto (anomenat popularment Kilamba que en kumbundu vol dir "conductor d'homes").